# Slănic Moldova
Slănic Moldova es una ciudad con estatus de oraș y un spa situado en el distrito de Bacău, Rumania. Tenía una población de 4.996 habitantes en el censo de 2002. En su componencia entran también las poblaciones de Cireşoaia y Cerdac.

## Geografía
Slănic Moldova es un reconocido spa situado en la parte este de los Carpatos Orientales (Nemira) a 530 metros de altura, a orillas del río Slănic. Está a 84 kilómetros de Bacău, sede del distrito.

## Clima
La temperatura media anual es de 7,4 °C. Clima intramontan-templado con aire puro sin polvo y rico en aerosoles e iones negativos.

## Aguas minerales

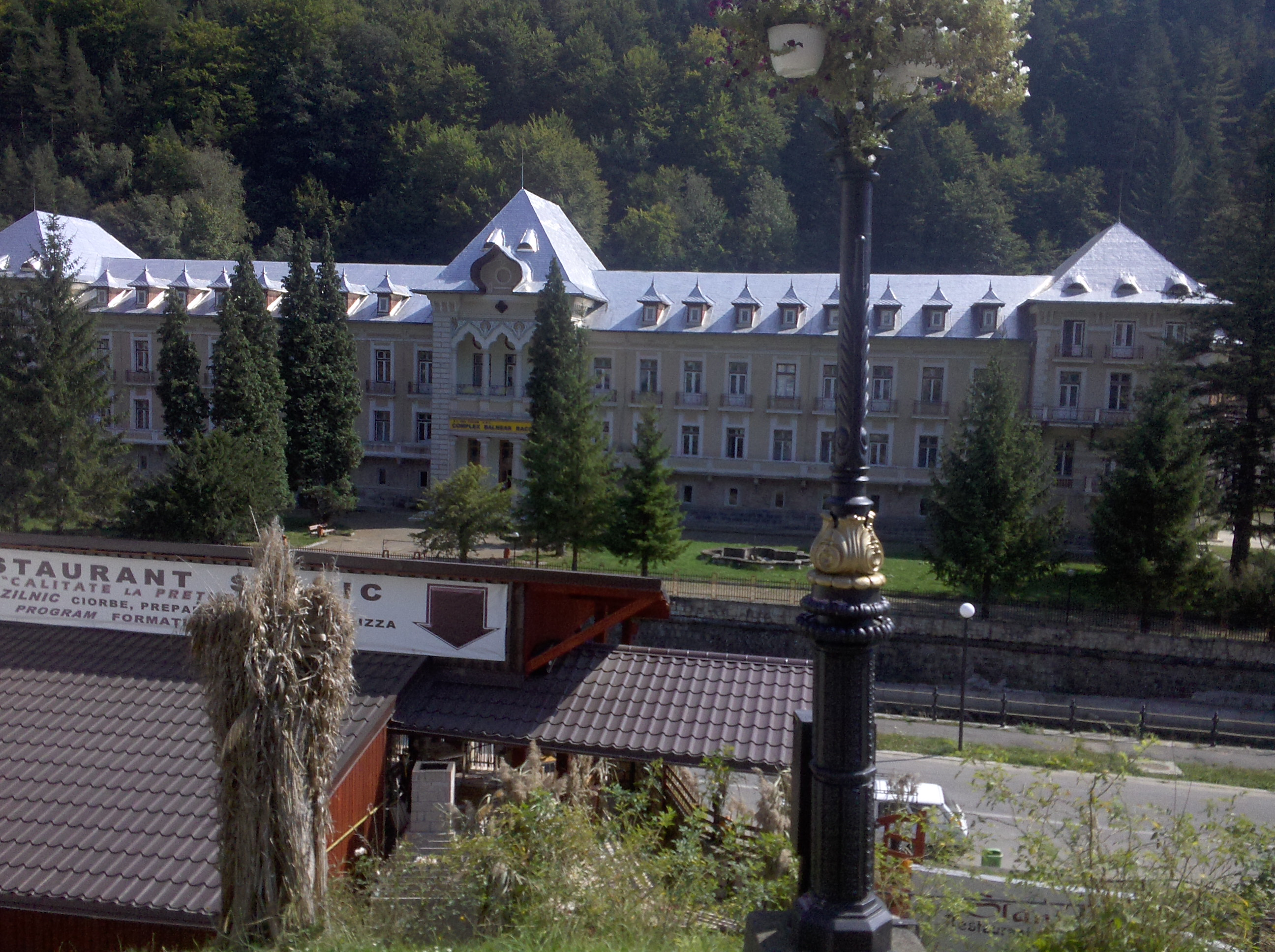
El balneario

La ciudad es reconocida por sus aguas minerales descubiertas en 1801. En 1852 se realizaron los primeros exámenes químicos y en 1877 se inauguraron las primeras instalaciones balnearias. Slănic Moldova da tratamiento para enfermedades digestivas, gástricas, enfermedades del hígado, enfermedades metabólicas y de nutrición, enfermedades del riñón y urinarias. Se puede también administrar tratamiento externo en el caso de enfermedades reumáticas, pulmonares, del corazón u oftalmológicas. Para el uso interno se usan las fuentes n.º 1, n.º 1bis, n.º 3, n.º 8, n.º 8bis y n.º 10. Se puede llegar en autobús a Târgu Ocna (18 km) donde hay un sanatorio bajo tierra con microclimado de salina. En la ciudad se encuentran modernos hoteles y pensiones y además un complejo sanitario.